# Число Коксетера
Число Коксетера  — характеристика конечной неприводимой группы Коксетера. 
В случае, когда группа Коксетера является группой Вейля простой алгебры Ли {\displaystyle {\mathfrak {g}}}, то говорят о числе Коксетера алгебры {\displaystyle {\mathfrak {g}}}.
Понятие названо в честь Гарольда Коксетера.

## Определение
Существует несколько эквивалентных определений этого числа.
- Число Коксетера равно количеству корней, делённому на ранг. Эквивалентно, число Коксетера равно удвоенному числу отражений в группе Коксетера, делённому на ранг. Если группа построена по простой алгебре Ли, то размерность этой алгебры равна n(h + 1), где n  —  ранг, и h —  число Коксетера.
- Элементом Коксетера (иногда элементом Киллинга — Коксетера) называется произведение всех простых отражений (не путать с элементом группы Коксетера наибольшей длины). Числом Коксетера называется порядок элемента Коксетера.
- Если {\displaystyle \theta =\sum m_{i}\alpha _{i}} — разложение старшего корня по простым корням, то число Коксетера равно {\displaystyle 1+\sum m_{i}}. 
  - Эквивалентно, если {\displaystyle \rho ^{\vee }} — такой элемент, что {\displaystyle \langle \rho ^{\vee },\alpha _{i}\rangle =1}, то {\displaystyle h=\langle \rho ^{\vee },\theta \rangle +1}.
- Число Коксетера — это наибольшая из степеней базисных инвариантов группы Коксетера.

## Таблица значений
| Группа Коксетера и символ Шлефли | Группа Коксетера и символ Шлефли | Граф Коксетера                                                                       | Диаграмма Дынкина | Число Коксетера {\displaystyle h} | Двойственное число Коксетера {\displaystyle h^{\vee }} | Степени базисных инвариантов |
| -------------------------------- | -------------------------------- | ------------------------------------------------------------------------------------ | ----------------- | --------------------------------- | ------------------------------------------------------ | ---------------------------- |
| An                               | [3,3...,3]                       | ...                                                                                  | ...               | n + 1                             | n + 1                                                  | 2, 3, 4, ..., n + 1          |
| Bn                               | [4,3...,3]                       | ...                                                                                  | ...               | 2n                                | 2n − 1                                                 | 2, 4, 6, ..., 2n             |
| Cn                               | [4,3...,3]                       | ...                                                                                  | ...               | 2n                                | n + 1                                                  | 2, 4, 6, ..., 2n             |
| Dn                               | [3,3,..31,1]                     | ...                                                                                  | ...               | 2n − 2                            | 2n − 2                                                 | n; 2, 4, 6, ..., 2n − 2      |
| E6                               | [32,2,1]                         | nodea · 3a · nodea · 3a · branch · 3a · nodea · 3a · nodea                           |                   | 12                                | 12                                                     | 2, 5, 6, 8, 9, 12            |
| E7                               | [33,2,1]                         | nodea · 3a · nodea · 3a · branch · 3a · nodea · 3a · nodea · 3a · nodea              |                   | 18                                | 18                                                     | 2, 6, 8, 10, 12, 14, 18      |
| E8                               | [34,2,1]                         | nodea · 3a · nodea · 3a · branch · 3a · nodea · 3a · nodea · 3a · nodea · 3a · nodea |                   | 30                                | 30                                                     | 2, 8, 12, 14, 18, 20, 24, 30 |
| F4                               | [3,4,3]                          | node · 3 · node · 4 · node · 3 · node                                                |                   | 12                                | 9                                                      | 2, 6, 8, 12                  |
| G2                               | [6]                              | node · 6 · node                                                                      |                   | 6                                 | 4                                                      | 2, 6                         |
| H3                               | [5,3]                            | node · 5 · node · 3 · node                                                           | -                 | 10                                |                                                        | 2, 6, 10                     |
| H4                               | [5,3,3]                          | node · 5 · node · 3 · node · 3 · node                                                | -                 | 30                                |                                                        | 2, 12, 20, 30                |
| I2(p)                            | [p]                              | node · p · node                                                                      | -                 | p                                 |                                                        | 2, p                         |

## Вариации и обобщения

### Дуальное число Коксетера
В случае, когда группа Коксетера является группой Вейля простой алгебры Ли {\displaystyle {\mathfrak {g}}}, можно ввести дуальное (двойственное) число Коксетера {\displaystyle h^{\vee }}. Такое понятие, видимо, впервые появилось в статье Спрингера и Стейнберга 1970 года и часто встречается в теории представлений. Определить это число можно любым из следующих способов.
- Если {\displaystyle \rho } —  это полусумма положительных корней, а {\displaystyle \theta } — это старший корень, то {\displaystyle h^{\vee }=\langle \rho ,\theta \rangle +1}.
- Если {\displaystyle \theta _{m}=\sum m_{i}\alpha _{i}} — это старший из коротких корней, разложенный по простым корням, то {\displaystyle h^{\vee }=\sum m_{i}+1}.
- Удвоенное дуальное число Коксетера равно отношению двух инвариантных симметричных билинейных форм на алгебре Ли {\displaystyle {\mathfrak {g}}}: формы Киллинга и формы, в которой старший корень имеет длину 2.
- По таблице выше.

Для алгебр Ли с простыми связями число Коксетера и дуальной число Коксетера совпадают. Дуальное число число Коксетера не следует путать с числом Коксетера дуальной алгебры Ли.
Для аффинной алгебры Ли {\displaystyle {\widehat {\mathfrak {g}}}} значение уровня, равное {\displaystyle -h^{\vee }}, называется критическим, при этом значении универсальная обертывающая алгебра имеет большой центр.